# Tjasker Grouw
De Tjasker Grouw is een poldermolen ten noorden van het Friese dorp Grouw, dat in de Nederlandse gemeente Leeuwarden ligt. Deze maalvaardige paaltjasker, die eigendom is van een particulier, staat op een mini-camping in het Leechlân nabij de Timertsmar, een natuurgebied. De molen is een gemeentelijk monument.